# Centaurea vesceritensis
Centaurea vesceritensis — вид квіткових рослин родини айстрових (Asteraceae). Ареал: Алжир.